# Patrick Koller
Patrick Koller (Friburgo, 11 maggio 1972) è un ex cestista e allenatore di pallacanestro svizzero, figlio del cestista Robert Koller.

## Palmarès
- Campionati svizzeri: 4

Fribourg Olympic: 1997-1998, 1998-1999
Lugano: 1999-2000, 2000-2001
- Coppa di Svizzera: 2

Fribourg Olympic: 1997-1998
Lugano: 2000-2001